# УЕФА суперкуп 2016.
УЕФА суперкуп 2016. је било 41. издање УЕФА Суперкупа, годишње фудбалске утакмице коју организује УЕФА и на којој се такмиче актуелни шампиони два главна европска клупска такмичења, УЕФА Лиге шампиона и победник Купа УЕФА. У утакмици су учествовали Реал Мадрид, победници УЕФА Лиге шампиона 2015–16, и Севиља, победници УЕФА Лиге Европе 2015–16. Био је то реванш УЕФА Суперкупа 2014, који је победио Реал Мадрид резултатом 2-0.
Играно је на стадиону Леркендал у Трондхејму, Норвешка, 9. августа 2016. године. Реал Мадрид је победио у мечу са 3–2 после продужетака за своју трећу титулу Суперкупа УЕФА.

## Стадион
Стадион Леркендал је најављен као место одржавања Суперкупа на састанку Извршног комитета УЕФА у Ниону, у Швајцарској, дана 18. септембра 2014. године. Било је то прво финале УЕФА одржано у Норвешкој.
Стадион Леркендал отворен је као вишенаменски стадион 10. августа 1947, као главни фудбалски и атлетски стадион у Трондхајму. То је домаћи стадион норвешког фудбалског клуба Розенборг. Стадион има капацитет за 21.166 гледалаца, што га чини другим највећим фудбалским стадионом у Норвешкој.

## Тимови
| Екипа       | Квалификације                        | Претходно учешће (подебљано означава победнике) |
| ----------- | ------------------------------------ | ----------------------------------------------- |
| Реал Мадрид | УЕФА Лига шампиона 2015/16. победник | 1998, 2000, 2002, 2014                          |
| Севиља      | УЕФА Лига Европе 2015/16. победник   | 2006, 2007, 2014, 2015                          |

Ово је био трећи узастопни и четврти укупно Суперкуп где су шпански клубови играли један против другог.

## Утакмица

### Резиме утакмице
Дебитанти Реал Мадрида у финалу Лиге шампиона 2016. Тони Крос, Герет Бејл и Кристијано Роналдо пропустили су меч због повреда. У 21. минуту Марко Асенсио је постигао уводни гол за Реал Мадрид ударцем са 25 метара где је сместио лопту у горњи леви угао мреже. Франко Васкез је изједначио у 41. минуту када је погодио ниско левом ногом са саме линије шеснаестерца. Севиљи је досуђен једанаестерац у 72. минуту када је Серхио Рамос  фаулирао Витола ударивши му ногу у шеснаестерцу. Јевхен Конопљанка је погодио из насталог пенала ниским ударцем у леву страну и послао голмана у погрешном правцу. У 93. минуту Серхио Рамос је погодио, после изведеног слободног ударца, главом са два метра након центаршута Лукаса Васкеза са десне стране. Четири минута након продужетка Тимоти Колодзејчак је искључен због другог жутог картона након фаула над Лукасом Васкезом. Серхио Рамос се затим и постигао свој други гол, али је гол био поништен због фаула над дефанзивцем Севиље, Адила Рамија. У 119. минуту Дани Карвахал је после дугог трчања по десној страни ушао у шеснаестерац и постигао погодак када је подигао лопту спољним делом десне ноге преко голмана.

### Детаљи
Победници Лиге шампиона су означени као „домаћи” тим у административне сврхе.
| Реал Мадрид                               | 3–2 (п. с. н.) | Севиља                             |
| ----------------------------------------- | -------------- | ---------------------------------- |
| Асенсио 21’ · Рамос 90+3’ · Карвахал 119’ | Извештај       | Васкез 41’ · Конопљанка 72’ (пен.) |

| Реал Мадрид | Севиља |

| GK               | 13 | Кико Касиља      |     |     |
| RB               | 2  | Карвахал         | 84’ |     |
| CB               | 5  | Рафаел Варан     |     |     |
| CB               | 4  | Серхио Рамос (c) |     |     |
| LB               | 12 | Марсело Вијеира  |     |     |
| CM               | 16 | Матео Ковачић    |     | 73’ |
| CM               | 14 | Каземиро         |     |     |
| CM               | 22 | Иско             |     | 66’ |
| RF               | 17 | Лукас Васкез     |     |     |
| CF               | 21 | Алваро Мората    |     | 62’ |
| LF               | 28 | Марко Асенсио    | 86’ |     |
| Резервни играчи: |    |                  |     |     |
| GK               | 31 | Рубен Јањез      |     |     |
| DF               | 6  | Начо Фернандез   |     |     |
| DF               | 23 | Данило           |     |     |
| MF               | 10 | Хамес Родригез   | 93’ | 73’ |
| MF               | 19 | Лука Модрић      |     | 66’ |
| MF               | 27 | Маркос Љоренте   |     |     |
| FW               | 9  | Карим Бензема    |     | 62’ |
| Менаџер:         |    |                  |     |     |
| Зинедин Зидан    |    |                  |     |     |

| GK               | 1  | Серхио Рико          |         |     |
| CB               | 21 | Николас Пареха       |         |     |
| CB               | 6  | Данијел Карисо       |         | 51’ |
| CB               | 5  | Тимоти Колодзејчак   | 90’ 93’ |     |
| DM               | 8  | Висенте Ибора (c)    |         | 74’ |
| RM               | 14 | Хироши Кијотаке      |         |     |
| LM               | 22 | Франко Васкез        |         |     |
| AM               | 15 | Стивен Нзонзи        |         |     |
| RF               | 25 | Мариано Фереира Фиљо |         |     |
| CF               | 9  | Лусиано Вието        |         | 67’ |
| LF               | 20 | Виктор Мачин Перез   | 39’     |     |
| Резервни играчи: |    |                      |         |     |
| GK               | 13 | Давид Сориа          |         |     |
| DF               | 18 | Серхио Ескудро       |         |     |
| DF               | 23 | Адил Рами            |         | 51’ |
| MF               | 4  | Матијас Краневитер   |         | 74’ |
| MF               | 10 | Јевген Конопљанка    |         | 67’ |
| MF               | 17 | Пабло Сарабија       |         |     |
| FW               | 12 | Висам Бен Једер      |         |     |
| Менаџер:         |    |                      |         |     |
| Хорхе Сампаоли   |    |                      |         |     |

| Играч утакмице: Серхио Рамос (Реал Мадрид) Помоћне судије: Милован Ристић (Србија) Далибор Ђурђевић (Србија) Четврти судија: Шимон Марћињак (Пољска) 'Додатне помоћне судије: Данило Грујић (Србија) Ненад Ђокић (Србија) Додатне помоћне судије, резерве: Томас Листкијвиц (Пољск) | Правила утакмице - Игра се 90 минута - У случају нерешеног играју се продужици 30 минута до златног гола ако је потребно - Приступа се извођењу једанаестераца ако је резултати и даље изједначен - Седам именованих замена, од којих се могу користити до три |